# Сюрменели, Бусеназ
Бусеназ Сюрменели (род. 25 июня 1998, Бурса) — турецкая боксёрша. Олимпийская чемпионка 2020 года, трёхкратная чемпионка мира (2019, 2022, 2025), чемпионка Европейских игр (2023), чемпионка Европы (2024), бронзовый призёр чемпионата Европы (2019) в любителях.

## Карьера
На десятом чемпионате мира в Индии, в 2018 году, она выступала в весовой категории до 75 кг. В первом раунде уступила российской спортсменке Дариме Сандаковой.
На Чемпионате Европы по боксу в Испании в 2019 году, в весовой категории до 69 кг, она сумела добраться до полуфинального поединка, в котором уступила, и стала бронзовым призёром чемпионата Европы.
Предолимпийский чемпионат мира 2019 года, который состоялся в Улан-Удэ в октябре, турецкая спортсменка завершила финальным поединком, победив китайскую спортсменке Ян Лю по раздельному решению судей. В результате на одиннадцатом чемпионате мира по боксу среди женщин она завоевала титул чемпионки мира.